# Alderano Cibo
Alderano Cibo (ur. 16 lipca 1613 w Genui, zm. 22 lipca 1700 w Rzymie) – włoski duchowny, kardynał.

## Życiorys
Syn Karola II Cibo, księcia Massa e Carrara. Pochodził z tej samej rodziny co papież Innocenty VIII i kilku kardynałów. Za czasów Urbana VIII został prałatem na dworze papieskim. W 1644 nowy papież Innocenty X mianował go swym majordomem, a rok później kardynałem prezbiterem Santa Pudenziana. Za jego pontyfikatu był legatem w Urbino (1646-48), Romanii (1648-51) i Ferrarze (1651-54). Następny papież Aleksander VII mianował go biskupem Jesi, gdzie sprawował posługę biskupią przez 15 lat. Największe znaczenie kardynał Cibo osiągnął za Innocentego XI, który mianował go swym sekretarzem stanu (1676-89), prefektem Kongregacji ds. Obrzędów oraz legatem w Awinionie (1677-90). Stopniowo wzrastała też jego ranga w Kolegium Kardynalskim – w 1677 został protoprezbiterem, a dwa lata później awansował do rangi kardynała biskupa, otrzymując kolejno diecezje podmiejskie: Palestrina (1679-80), Frascati (1680-83), Porto e Santa Rufina (1683-87) i na końcu Ostia e Velletri (od 1687). Od 1683 roku aż do śmierci był sekretarzem Rzymskiej Inkwizycji. Uczestniczył w konklawe 1655, 1667, 1669-70, 1676, 1689 i 1691 (dwóm ostatnim przewodniczył jako dziekan Kolegium Kardynalskiego). Zmarł w wieku 87 lat.